# كارل إيري
كارل إيري (بالإنجليزية: Carl Airey)‏ هو لاعب كرة قدم بريطاني، ولد في 2 فبراير 1965 في ويكفيلد في المملكة المتحدة. لعب مع برادفورد سيتي ودارلينجتون إف سى ونادي بارنسلي ونادي تشيسترفيلد ونادي توركي يونايتد ونادي روذرهام يونايتد ونادي رويال شارلروا ونادي شامروك روفرز.